# Il matrimonio di Rosa
Il matrimonio di Rosa (La boda de Rosa) è un film del 2020 diretto da Icíar Bollaín.

## Trama
Rosa è una donna di Valencia che sta per compiere 45 anni. La sua vita è composta da un lavoro come costumista, un padre molto presente, un fratello ingombrante che le affida i figli, una sorella sempre sfuggente, un fidanzato che non riesce quasi mai a vedere e una figlia che torna da sola con due bambini. Per cambiare vita e tagliare con il passato, Rosa decide di riaprire la sartoria della madre in un paesino, ma anche di organizzare una cerimonia simbolica: sposarsi con se stessa.

## Distribuzione
Il film è stato distribuito nelle sale cinematografiche italiane a partire dal 16 settembre 2021.